# Бобров (Наместово)
Бобров (слч. Bobrov) насељено је мјесто са административним статусом сеоске општине (слч. obec) у округу Наместово, у Жилинском крају, Словачка Република.

## Становништво
| Година:    | 1994. | 2004.   | 2014.    | 2024.    |
| ---------- | ----- | ------- | -------- | -------- |
| Број људи: | 1441  | 1530    | 1739     | 2084     |
| Разлика:   |       | +6,17 % | +13,66 % | +19,83 % |

| Година:    | 2023. | 2024.   |
| ---------- | ----- | ------- |
| Број људи: | 2042  | 2084    |
| Разлика:   |       | +2,05 % |

Према подацима о броју становника из 2023. године насеље је имало 2.042 становника.